# Groppello
Il Groppello è una famiglia di vitigni a bacca nera, autoctona del lago di Garda, con cui si produce l'omonimo vino.

## Caratteristiche
Ha un grappolo compatto come una pigna, chiuso come un nodo, o "groppo". Si spiegherebbe così l'origine del nome.
Nel Registro Nazionale delle Varietà di Vite sono registrate le seguenti distinte varietà:
- Groppello Gentile (104)
- Groppello di Santo Stefano (103)
- Groppello di Mocasina (102)
- Groppello di Revò (380)

## Diffusione
È coltivato nella Valtènesi, fra la sponda bresciana del lago di Garda e la Valsabbia, in Veneto (province di Verona, Vicenza e Treviso) e in alcune zone della Val di Non nei pressi del comune di Revò, in provincia di Trento.